# Maxim Rodshtein
Maxim Rodshtein, in russo Максим Родштейн?, Maksim Rodštejn (Leningrado, 19 gennaio 1989), è uno scacchista israeliano di origine russa.
Si trasferì con la famiglia in Israele nel 1998, stabilendosi nei pressi di Tel Aviv.
Grande maestro dal 2007, ha raggiunto il massimo rating in gennaio 2009, con 2650 punti Elo (76º al mondo e 4º in Israele).
Alle Olimpiadi di Dresda 2008 ottenne la medaglia d'argento di squadra e individuale in 5ª scacchiera, con 7/9.
Tra gli altri risultati:
- 1998 : 1º nel campionato di Leningrado under-10;
- 1999 : =2º nel campionato europeo under-10 di Lotohoro in Grecia;
- 2002 : =1º nel campionato europeo under-14 di Peñíscola;
- 2004 : 1º nel campionato del mondo under-16 di Heraklion;
- 2007 : =1º-3º con Branko Damljanović e Salvador Gabriel Del Rio Angelis nell'open di Andorra;[1]
- 2018 : Con la squadra del Miedny Vsadnik (di San Pietroburgo) vince in ottobre a Porto Carras la Coppa Europa per Club .[2]

Il suo principale preparatore è stato per molti anni il grande maestro Lev Psachis.